# James Amelang
James Amelang (Louisville, Kentucky, 1952) és un historiador estatunidenc, especialista en història moderna.
Entre 1981 i 1988 fou professor de la Universitat de Florida, així com de la Universitat d'Alcalá de Henares fins al 1989. Des de 1989, ha estat professor a la Universitat Autònoma de Madrid.
La seva recerca s'ha basat en les expressions culturals dels grups urbans. Entre les seves obres cal destacar Honored Citizens of Barcelona (1986) on parla sobre els mecanismes de formació de la identitat de la classe alta barcelonina. Altres treballs giren sobre texts autobiogràfics d'autors dels grups més populars, com per exemple, en col·laboració amb Xavier Torres Sans, del de Dietari d'un any de pesta: Barcelona, 1651 (1989), de Miquel Parets, i el seu propi llibre, The flight of Icarus: Artisan Autobiography in Early Modern Europe (1998).